# O Clube das Chaves
O Clube das Chaves, de Maria Teresa Maia Gonzalez e Maria do Rosário Pedreira é uma série de livros juvenis. Existem 21 livros nesta saga, publicados entre 1990 e 2000, tendo também sido produzida uma série de televisão. A série foi reemitida no +TVI, no Verão de 2013, e na TVI Ficção em 2015 apenas uma vez.
Em 2024 a série e os seus 21 episódios de produção foram disponibilizados na plataforma de streaming da TVI, TVI Player.

## Resumo
A história começa quando, no seu décimo terceiro aniversário, Pedro, um jovem muito interessado por História, recebe do seu avô Cosme, falecido há pouco, um baú com várias chaves. Cada chave tem um enigma que o levará à respetiva fechadura. Pedro fica um pouco receoso de não conseguir fazer tal coisa sozinho e resolve formar um clube para executar aqueles "jogos". Pede, em primeiro lugar, ao seu melhor amigo Frederico, que sugere que também convidem a irmã de Pedro, Anica, e a sua prima, Guida (diminutivo de Margarida). Estes quatro criam então um clube a que chamam "O.R.D.E.M.", Organizacão para a Resolução e Descodificação de Enigmas e Mistérios, Lda.", com sede na garagem da casa dos irmãos Pedro e Anica.
Guida tem dois irmãos resultantes, tal como ela, do casamento mal sucedido de Graça e Jorge. O mais velho chama-se André e, tal como muitos adolescentes da sua idade, tem problemas com a escola, o amor, etc. O mais novo chama-se Vasco e é "querido" a toda a gente. Este último ficou muito dececionado quando a irmã e os seus amigos não o convidaram para fazer parte do clube, uma vez que ele adora enigmas. Vasco torna-se então no "Fantasma da O.R.D.E.M.", mandando cartas anónimas para a sede do clube, umas vezes para ajudar e outras vezes para azucrinar a cabeça dos membros.

## Livros publicados
1. O Clube das Chaves entra em acção (1990)
2. O Clube das Chaves dá tempo ao tempo (1990)
3. O Clube das Chaves toca a 4 mãos (1990)
4. O Clube das Chaves põe tudo em pratos limpos (1991)
5. O Clube das Chaves descobre uma estrela (1991)
6. O Clube das Chaves soma e segue (1991)
7. O Clube das Chaves sobe ao pódium (1991)
8. O Clube das Chaves -ganha terreno (1992)
9. O Clube das Chaves cumpre a missão (1992)
10. O Clube das Chaves na crista da onda (1992)
11. O Clube das Chaves no trilho dourado (1993)
12. O Clube das Chaves tem carta branca (1993)
13. O Clube das Chaves e a nova ordem (1994)
14. O Clube das Chaves tira a prova real (1994)
15. O Clube das Chaves preso por um fio (1995)
16. O Clube das Chaves entre barreiras (1995)
17. O Clube das Chaves regressa à república (1996)
18. O Clube das Chaves caça a pantera
19. O Clube das Chaves e os animais desaparecidos (1997)
20. O Clube das Chaves mergulha nos oceanos (1998)
21. O Clube das Chaves agarra o fantasma (2000)[1]

## Prémios
O primeiro livro da colecção recebeu o Prémio Verbo/Semanário, em 1989.

## Adaptação televisiva
Em 2005, a coleção foi adaptada pela produtora Skylight para a estação televisiva TVI para uma série de televisão de vinte e um episódios (um para cada livro), com grande sucesso. Também passou no Disney Channel.

### Elenco principal
- Ana Marta Ferreira - Laranja
- André Gago - Oscar Castilho
- Carlos Nunes - Frederico
- Diogo Martins -  Pedro Miguel
- Gonçalo Lima - Vasco - Fantasma da O.R.D.E.M.
- Maria Vasconcelos - Anica
- Manuel Lourenço - Jorge
- Nuno Casanovas - André
- Rita Alagão - Cecília Castilho
- Rosa Castro - Graça
- Sofia Arruda - Guida

### Elenco adicional
- Adérito Lopes
- Amélia Videira - Tia Laura
- Ana Rita Tristão - Susana
- António Rama (†) - Alfarrabista
- Fernando Tavares Marques - Médico
- Joana Duarte - Paula
- José Morais e Castro (†) - Diretor da Escola
- Luís Alberto
- Luísa Ortigoso - Ermelinda
- Orlando Costa
- Yolanda Noivo
- Rogerio Tavares - João